# Aevol
Aevol est un logiciel libre de simulation de vie artificielle dont la première version a été publiée en 2006 par une équipe de recherche INRIA. Il permet d'étudier l'évolution d'organismes numériques dans différentes conditions et les mécanismes responsables de la structuration des génomes.

## Fonctionnement
Aevol simule une population d'individus, entièrement caractérisés par leur génome. Ces individus sont soumis à des processus de variation et de sélection, permettant une évolution. De nombreuses caractéristiques de la simulation sont modifiables (taille de la population, type d'environnement, taux de mutations, etc.), permettant d'étudier expérimentalement l'impact de ces paramètres sur l'évolution des génomes. En particulier, le modèle explicite de génome simulé permet d'étudier les variations structurelles des génomes (nombre de gènes, proportion de génome codant, etc.).
Le logiciel est fourni avec un ensemble d'outils permettant l'analyse des simulations grâce à des mesures des caractéristiques des individus au cours de leur évolution ainsi que de leur phylogénie.
Une version étendue, R-Aevol, intègre un modèle explicite de régulation de l'expression des gènes, permettant d'étudier l'évolution des réseaux de régulation des gènes.

## Découvertes associées
Aevol permet l'étude de pressions de sélection pour la robustesse, la variabilité et l'évolvabilité des individus. En effet, la valeur sélective des organismes ne dépend pas seulement de leur capacité à produire des descendants, mais aussi des propriétés de ces descendants (leur viabilité, valeur sélective, etc.).
Aevol a permis de montrer que ces forces secondaires imposent de très fortes contraintes sur le réseau de régulation, et le transcriptome des individus. Par exemple, des expériences conduites avec R-Aevol ont prouvé que les liens entre gènes qui se régulent peuvent être très différents des liens fonctionnels entre les gènes.
L’utilisation du logiciel contribue également à la compréhension des conditions dans lesquelles des génomes sont sélectionnés, et les contraintes qui en résultent sur la structure des génomes. Ainsi, il est connu qu’un génome est sélectionné s’il est adapté. Des expériences montrées avec Aevol contribuent à montrer que :
- la robustesse constitue un autre critère important[2],[8] ;
- le voisinage[a] d’un génome contribue également à sa sélection. Ainsi, pour être sélectionné, un génome doit avoir seulement des voisins bénéfiques, neutres ou très délétères (qui seront donc supprimés), et peu de voisins peu délétère[9].